# Congophiloscia striata
Congophiloscia striata är en kräftdjursart som beskrevs av Franco Ferrara och Helmut Schmalfuss 1983. Congophiloscia striata ingår i släktet Congophiloscia och familjen Philosciidae. Inga underarter finns listade i Catalogue of Life.